# Summer Wars
Summer Wars (サマーウォーズ, Samā Wōzu) és una pel·lícula japonesa d'anime del 2009 situada en un futur proper on un jove, geni de les matemàtiques, de cop i volta es veu involucrat en un complot on una intel·ligència artificial que controla les infraestructures del món s'ha tornat renegada. Amb l'ajuda de la família d'una companya de classe ha d'intentar fer front a un problema que amenaça l'estabilitat mundial. La pel·lícula va ser dirigida per Mamoru Hosoda, produïda per l'estudi MadHouse i projectada per primera vegada als cinemes japonesos l'1 d'agost del 2009.

## Trama
La història se centra en un estudiant d'institut anomenat Kenji Koiso, un geni de les matemàtiques però en canvi poc sociable, que passa el temps un món de realitat virtual massiu dit OZ, on hi treballa a estones de moderador. Al principi de les vacances d'estiu, una de les noies més populars de l'escola, la Natsuki, li demana que l'ajudi amb la celebració del 90è aniversari de la seva àvia. Tot i que el Kenji no coneix els detalls del seu pla, accepta i va amb la Natsuki a la mansió de la seva àvia a Ueda, prefectura de Nagano. Per sorpresa del Kenji, la Natsuki el presenta a la seva família com el seu promès.
Un cop allà, rep un misteriós correu amb un codi matemàtic. Gràcies al seu talent aconsegueix "crackejar" el codi i el retorna al remitent del missatge. L'endemà, descobreix que es troba en mig d'un problema d'abast mundial: aquella nit, l'OZ ha estat "hackejada", i ell n'és el principal sospitós. Utilitzant el compte i el codi d'en Kenji, el vertader "hacker", una intel·ligencia artificial anomenada Love Machine, causa el caos al món virtual de l'OZ i està afectant totes les infraestructures informàtiques del món real, que estan fortament lligades al sistema OZ. Amb les seves habilitats matemàtiques, el Kenji aconsegueix retornar el control de l'OZ als moderadors, i l'àvia de la Natsuki, amb el seu poder i influència, fa treballar tothom per evitar el caos i controlar la situació. Això no passa desapercebut per la Love Machine, que, tot i que ha perdut el control del sistema, segueix creixent dintre l'OZ, alimentant-se de més i més comptes, i aconsegueix desconnectar els sistemes que mantenien viva l'àvia de la Natsuki, acabant amb la seva vida. Així, tota la família decideix acabar amb la IA i cadascú amb les seves habilitats es posa mans a l'obra per acabar amb l'amenaça de Love Machine.
La Love Machine està dirigint un satèl·lit contra una planta nuclear, i per evitar-ho, entre tota la família li tendeixen una trampa que no pot oposar-se a jugar, i és reptada a una partida de Koi-Koi contra la Natsuki, qui és tota una experta. Love Machine perd i també perd el control del satèl·lit, però abans de perdre'l, com a venjança, el dirigeix a la mansió de la familia. En Kenji, utilitzant els seus conèixements matemàtics, és capaç d'evitar en l'últim moment l'impacte, i el satèl·lit s'estavella al camp, a prop de la casa. Finalment, tota la família celebra la derrota de la IA i honoren la seva àvia.

## Repartiment
Keiji Koiso (小磯健二, Koiso Kenji)
Seiyū: Ryūnosuke Kamiki
El protagonista de 17 anys de la pel·lícula. Geni de les matemàtiques i entusiasta usuari del món virtual OZ, però poc sociable. Després de passar l'estiu amb la Natsuki i la seva família es transforma en un noi molt més madur.
Natsuki Shinohara (篠原夏希, Shinohara Natsuki)
Seiyū: Nanami Sakuraba
Una noia alegre i trempada de 18 anys per qui en Kenji i gairebé tots els nois del seu institut senten atracció. Invita a en Kenji a passar l'estiu amb la seva família per uns motius secrets.
Sakae Jinnōchi (陣内栄, Jinnōchi Sakae)
Seiyū: Sumiko Fuji
Amb 90 anys és l'àvia de la Natsuki. És la cap de la família i té un caràcter molt fort i indomable, a més de tenir importants influències en els cercles polítics i financers del Japó.
Kazuma Ikezawa (池沢佳主馬, Ikezawa Kazuma)
Seiyū: Mitsuki Tanimura
És el cosí de la Natsuki, amb 13 anys és un usuari d'OZ famós dintre de la xarxa per ser l'imbatible guerrer King Kazma. Ajudarà en Kenji a combatir Love Machine utilitzant les seves habilitats en combat dintre de la xarxa OZ.
Wabisuke Jinnōchi (陣内侘助, Jinnōchi Wabisuke)
Seiyū: Ayumu Saitō
Un home atractiu de 41 anys, expert informàtic i que va ser el primer amor de la Natsuki. És el fill il·legítim de l'avi de la Natsuki però va ser adoptat per la Sakae quan aquest va morir. Ara, Wabisuke li té un gran respecte a la seva àvia. És el creador de Love Machine i professor a la universitat de Carnegie Mellon.

## Llançament
Degut a l'inesperat èxit de l'anterior pel·lícula de Mamoru Hosoda, Summer Wars va ser més esperada que l'anterior pel·lícula, on es van llençar inclús mangues a diverses revistes per promocionar el film. El llargmetratge va ser emès per primer cop l'1 d'agost del 2009 a 127 sales de cinema al Japó i va recaptar 1.338.771$ durant la seva primera setmana d'emissió. El 12 d'agost del 2009 va ser llençada a 118 cinemes de la República de Corea i més tard ha estat llançada també de forma oficial a Singapur i Taiwan.
A Catalunya va ser emesa al Festival Internacional de Cinema de Catalunya els dies 3 i 4 d'octubre del 2009, on va rebre el premi al millor llargmetratge d'animació.

### Premis
- Premis de l'Acadèmia de Cinema del Japó (2010): Millor pel·lícula d'animació
- Premis de Cinema Mainichi (2010): Millor pel·lícula d'animació
- Festival Internacional de Cinema de Catalunya (2009): Millor llargmetratge d'animació